# دندریت
دارینه یا دِندریت (به انگلیسی: Dendrite) زائده‌های رشته مانندیست که به جسم سلولی نورون‌ها، متصل هستند. دِندریت‌ها نقشِ آورندهٔ پیام‌های صادر شده از سلول حسی مجاور یا نورون های رده بالاتر به درون سلول را به عهده دارند. این پیام‌های عصبی، به صورت سیگنال‌های الکتریکی در درازایِ دِندریت‌ها حرکت می‌کنند.
دِندریت‌ها معمولاً بیش از یک عدد، کوتاه و منشعب (بسیار بلند در نورون های حسی، سلول‌های پورکینیه در مخچه و سلول‌های پیرامیدال در مغز) هستند و دارای همه ارگان ها به جز دستگاه گلژی، ختم به انشعابات ظریف و متعدد در انتها. وظیفه آن گیرنده اصلی نورون (انتقال تحریکات دریافتی سایر نورون ها یا سلول‌های حساس به پریکاریون) است.

## خارهای دندریتی
در درازنای دندریت‌ها، برآمدگی‌های کوچکی که بیشتر از اکتین ساخته شده است، بیرون می‌زنند این برآمدگی‌ها را خارهای دِندریتی (dendritic spines) می‌نامند. در محل این برآمدگی‌ها بیشتر پیوندها به آکسونها ایجاد می‌شود شکل خارهای دِندریتی در نیرومندی ترارسانش پیام عصبی نقش دارد. هرچه نیرومندی یک سیناپس بیشتر باشد، خارهای دِندریتی بزرگتر خواهد بود.
گفتنی است نورون های حرکتی آکسون بلند و دِندریت کوتاه دارند.